# Dyer County
Das Dyer County ist ein County im US-amerikanischen Bundesstaat Tennessee. Das U.S. Census Bureau hat bei der Volkszählung 2020 eine Einwohnerzahl von 36.801 ermittelt. Der Verwaltungssitz (County Seat) ist Dyersburg.

## Geografie
Das County liegt im Westen von Tennessee und grenzt an – getrennt durch den Mississippi River – an Arkansas und Missouri. Es hat eine Fläche von 1364 Quadratkilometern, wovon 41 Quadratkilometer Wasserfläche sind. An das Dyer County grenzen folgende Nachbarcountys:
| Pemiscot County (Missouri)    | Lake County       | Obion County    |
|                               |                   | Gibson County   |
| Mississippi County (Arkansas) | Lauderdale County | Crockett County |

## Geschichte
Das Dyer County wurde am 16. Oktober 1823 aus Chickasaw-Land gebildet. Benannt wurde es nach Robert Henry Dyer (1774–1836), einem Offizier aus Tennessee, der unter Andrew Jackson in der Schlacht von New Orleans und den Seminolenkriegen diente.

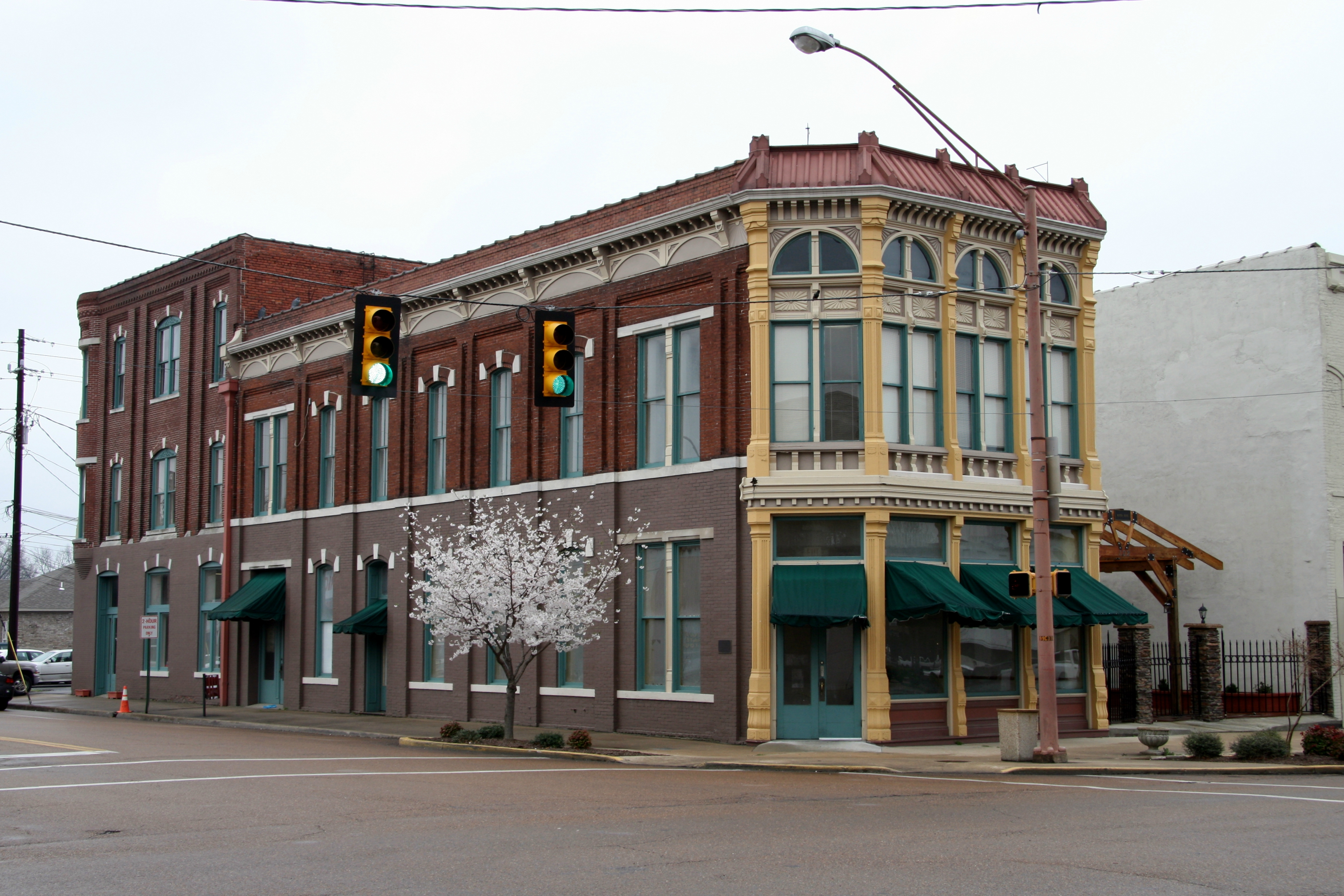
Die Bank of Dyersburg ist einer von acht Einträgen des Countys im NRHP.

Acht Bauwerke und Stätten des Countys sind im National Register of Historic Places (NRHP) eingetragen (Stand 13. August 2018).

## Demografische Daten
Nach der Volkszählung im Jahr 2010 lebten im Dyer County 38.335 Menschen in 15.079 Haushalten. Die Bevölkerungsdichte betrug 29 Einwohner pro Quadratkilometer. In den 15.079 Haushalten lebten statistisch je 2,48 Personen.
Ethnisch betrachtet setzte sich die Bevölkerung zusammen aus 83,1 Prozent Weißen, 14,4 Prozent Afroamerikanern, 0,3 Prozent amerikanischen Ureinwohnern, 0,5 Prozent Asiaten sowie aus anderen ethnischen Gruppen; 1,7 Prozent stammten von zwei oder mehr Ethnien ab. Unabhängig von der ethnischen Zugehörigkeit waren 2,7 Prozent der Bevölkerung spanischer oder lateinamerikanischer Abstammung.
24,7 Prozent der Bevölkerung waren unter 18 Jahre alt, 60,5 Prozent waren zwischen 18 und 64 und 14,8 Prozent waren 65 Jahre oder älter. 51,8 Prozent der Bevölkerung war weiblich.

Das jährliche Durchschnittseinkommen eines Haushalts lag bei 36.856 USD. Das Pro-Kopf-Einkommen betrug 19.169 USD. 20,2 Prozent der Einwohner lebten unterhalb der Armutsgrenze.

## Ortschaften im Dyer County
Citys
- Dyersburg

Towns
- Newbern
- Trimble

Unincorporated Communities
| - Bogota - Finley - Fowlkes | - Lenox - Miston - Tigrett |

## Gliederung
Das Dyer County ist in zehn durchnummerierte Distrikte eingeteilt:
| Distrikt | Einwohner (2010) | FIPS     |
| -------- | ---------------- | -------- |
| 1        | 3634             | 47-90046 |
| 2        | 4192             | 47-90236 |
| 3        | 4214             | 47-90426 |
| 4        | 4172             | 47-90616 |
| 5        | 4069             | 47-90806 |
| 6        | 2867             | 47-90996 |
| 7        | 3865             | 47-91186 |
| 8        | 3717             | 47-91376 |
| 9        | 3435             | 47-91566 |
| 10       | 4170             | 47-91756 |